# Sałman Radujew
Sałman Bietyrowicz Radujew (ur. 13 lutego 1967 w Gudermesie, zm. 14 grudnia 2002 w Solikamsku) – polityk i wojskowy czeczeński.

## Dzieciństwo i młodość
Urodził się w Gudermesie, we wschodniej Czeczenii. W początkach lat 80. był aktywny działaczem Komsomołu i jednym z przywódców tej organizacji w Czeczeńsko-Inguskiej Autonomicznej Socjalistycznej Republice Radzieckiej. W 1983 ukończył szkołę średnią w Gudermesie, a następnie pracował w młodzieżowej brygadzie budowlanej. W 1985 rozpoczął dwuletnią służbę w armii, jako inżynier w oddziale rakietowych pocisków balistycznych, stacjonującym na Białorusi. W tym czasie został członkiem KPZR. Po demobilizacji, w 1987 podjął studia ekonomiczne i pracował w przemyśle budowlanym.

## W służbie Czeczenii
Spowinowacony z Dżocharem Dudajewem (jego żona była córką kuzyna Dudajewa), po ogłoszeniu niepodległości przez Czeczenię został mianowany prefektem Gudermesu. W 1994, kiedy wybuchła I wojna czeczeńska, Radujew został jednym z komendantów polowych i wziął udział w bitwie o Grozny. W marcu 1995 został ranny, w czasie nieudanej próby porwania go przez rosyjskie siły specjalne. Cztery miesiące później dowodził w zwycięskiej bitwie z oddziałami rosyjskimi, choć atak rosyjskich helikopterów zdziesiątkował podległe mu oddziały. Wkrótce po bitwie dokonano pierwszego zamachu na życie Radujewa. Wybuch bomby zniszczył dom Radujewa w Gudermesie, zabijając jego pierwszą żonę i dzieci.
W październiku 1995 został jednym z najbardziej wpływowych dowódców czeczeńskich. Dowodzona przez niego VI Brygada kontrolowała obszar wokół Gudermesu, część stolicy, a także miasto Argun. 14 grudnia 1995 wspólnie z Sułtanem Geliszkanowem przeprowadził rajd na kontrolowane przez Rosjan miasto Gudermes. Atak na Kizlar w Dagestanie, który przeprowadził w styczniu 1996 biorąc jako zakładników ok. 2000 osób przyniósł mu sławę, ale i falę krytyki innych dowódców czeczeńskich. Wyjeżdżając z Kizlaru wraz z zakładnikami oddział Radujewa dotarł do pogranicznej wsi Pierwomajskoje, gdzie Rosjanie zdecydowali się odbić zakładników. Regularna, czterodniowa bitwa z oddziałami rosyjskimi przyniosła całkowite zniszczenie wsi i śmierć 15 zakładników i 153 podwładnych Radujewa. 18 stycznia 1996 Radujew wyrwał się z okrążenia wraz z 70 bojownikami.

## Człowiek z kulą w głowie
W marcu 1996 rosyjskie siły specjalne zaatakowały Radujewa, kiedy ten jechał samochodem. Postrzelony w czoło przez snajpera, został uznany przez Rosjan za zabitego. Życie uratował mu czeczeński lekarz Chassan Bajew, a potem przez parę miesięcy leczył się poza Czeczenią. Lekarzom nie udało się usunąć tkwiącej w jego głowie kuli.
W dniach 11-12 lipca 1996 w moskiewskich trolejbusach i metrze zdetonowano trzy ładunki wybuchowe. Do zorganizowania zamachów przyznał się Radujew. Kiedy powrócił do Czeczenii, jego zdeformowaną wskutek ran twarz zasłaniały ciemne okulary i gęsty zarost. Mając rangę generała, sprzeciwiał się działaniom ówczesnego prezydenta Czeczenii, Zelimchana Jandarbijewa, będąc zarazem przeciwnikiem zawartego z Rosją rozejmu. Twierdził także, że wiadomości o śmierci Dżochara Dudajewa są nieprawdziwe, a sam uznawał się za jego przedstawiciela.
Coraz bardziej ekscentryczny w swoich działaniach Radujew, głoszący ideę wojny bez zasad z Rosją stawał się coraz większym zagrożeniem dla przywódców czeczeńskich. Asłan Maschadow, który objął urząd prezydenta w 1997 zdegradował Radujewa do stopnia szeregowca i uważał za psychicznie chorego. Obciążano go odpowiedzialnością za serię zamachów w Rosji, ale także o próbę obalenia Maschadowa. 21 czerwca 1998 Radujew zajął budynek stacji telewizyjnej w Groznym, co uznano za próbę zamachu stanu. Cztery dni później prezydent Maschadow wprowadził stan wyjątkowy. Próbą powrotu do czynnej polityki miał być dla Radujewa list skierowany do parlamentu we wrześniu 1998 (podpisany także przez Szamila Basajewa i Chunkara Israpiłowa), w którym jego sygnatariusze domagali się uruchomienia procedury usunięcia Maschadowa z urzędu prezydenta. W listopadzie Najwyższy Trybunał Szariacki wydał wyrok w sprawie Radujewa, uznając go winnym próby zamachu stanu i skazując na cztery lata więzienia. Wyroku jednak nie wykonano, choć Radujew przebywał w tym czasie w Groznym i nawet się nie ukrywał.
W 1999 Radujew ponownie zniknął z Czeczenii, by przeprowadzić operację plastyczną w jednej z niemieckich klinik. Wszczepione implanty z tytanu, zastępujące ubytki kości w czaszce przyniosły mu dwa przydomki - w Rosji był nazywany Titanicem, a w samej Czeczenii Michaelem Jacksonem. We wrześniu 1999, u progu II wojny czeczeńskiej Radujew pojawił się w Groznym, ale dowodzone przez niego oddziały wkrótce zostały zniszczone i rozproszone.

## Więzienie i śmierć
W marcu 2000, kiedy Radujew przebywał w swoim domu rodzinnym w Nowogroznensku został ujęty w akcji przeprowadzonej przez rosyjski Wympieł. Prawdopodobnie został zdradzony przez swoich podwładnych, których zmuszono do wydania dowódcy, albo przez biznesmena współpracującego ze służbami specjalnymi. Rosjanie zgolili mu brodę, aby nie było wątpliwości, co do tożsamości zatrzymanego. Po 18 miesiącach pobytu w więzieniu Lefortowo, w listopadzie 2001 stanął przed sądem w Machaczkale, pod zarzutem popełnienia 18 przestępstw, w tym działalności terrorystycznej i bandytyzmu. Akt oskarżenia liczył łącznie ponad 700 stron. Razem z Radujewem sądzono trzech innych Czeczenów, oskarżonych o udział w rajdzie na Kizlar i wieś Pierwomajskoje. Radujew nie przyznał się do zarzucanych mu przestępstw, twierdząc, że działał zgodnie z rozkazami. Znaczna część świadków nie zgodziła się publicznie zeznawać w jego sprawie, obawiając się zemsty. W grudniu 2001 Radujew został skazany na karę dożywotniego więzienia, a Sąd Najwyższy Federacji Rosyjskiej zatwierdził wyrok w apelacji.
W grudniu 2002 Radujew zmarł w niewyjaśnionych okolicznościach na terenie kolonii karnej Biały Łabędź w Solikamsku i został pochowany na miejskim cmentarzu w Solikamsku. Oficjalnie podanym powodem jego śmierci był krwotok wewnętrzny. Ciała nie wydano rodzinie, władze rosyjskie nie zgodziły się na dochodzenie w sprawie okoliczności śmierci Radujewa. Krewni Radujewa nie zgadzali się z wersją rosyjską, tym bardziej, że kilka dni przed śmiercią Radujew był przesłuchiwany w sprawie Ahmeda Zakajewa i jego stan zdrowia tak gwałtownie się pogorszył, że niezbędna była hospitalizacja.
W  życiu prywatnym Radujew był dwukrotnie żonaty (przeżyła go druga żona Lida), miał dwóch synów (Dżochar i Sałman).

## Opinie o Radujewie
Paul Murphy w swojej książce o czeczeńskich dowódcach przytacza opinię Machmuta Gierajewa, przewodniczącego Akademii Nauk Wojskowych w Moskwie: 

Radujew został wykreowany przez nasze mass-media. To drugorzędna postać... Jego ujęcie nie miało większego znaczenia i nie miało wpływu na rozwój wydarzeń na tej wojnie.